# Louis Krause
Louis Ferdinand Adolf Karl Krause (* 14. Oktober 1844 in Wittenberge; † 17. Dezember 1908 ebenda) war ein deutscher Unternehmer.

## Leben
1869 gründete Louis Krause mit seinem Bruder, dem Apotheker Robert Krause die Chemische Fabrik Gebr. Krause, die um 1883 in Fettfabrik Wittenberge Gebrüder Krause umbenannt wurde. Das Unternehmen produzierte unter anderem Schmiermittel, Teerprodukte und Dachpappe. Die Produkte wurden auf Ausstellungen prämiiert und sowohl innerhalb Deutschlands verkauft, als auch in verschiedene Länder exportiert.
Nach einem Streit trat Robert Krause 1884 aus dem Unternehmen aus und gründete eine eigene Fettwarenfabrik.
Um 1893 patentierte Louis Krause mit J. Mayer die fraktionierte Destillation von Wollfett.
1890–1899 war er Stadtverordneter, 1899–1908 ehrenamtlicher Stadtrat im Magistrat und 1898 Stadtverordnetenvorsteher. Über zehn Jahre war er auch Kreistagsabgeordneter der Westprignitz.
Louis Krause war mit Anna Agnes Berta Hermine Lösch verheiratet und hatte sechs Kinder. Nach seinem Tod übernahmen sein Sohn Georg und seine Schwester Margarete Krause die Leitung der Firma.
Am 14. April 1930 beschloss der Wittenberger Magistrat, ihm zu Ehren die ehemalige Wittstocker Straße in Krausestraße umzubenennen.